# Zoot Money
George Bruno (Zoot) Money (Bournemouth, 17 juli 1942 – 8 september 2024) was een Brits violist, toetsenist en hammondorganist. 

## Leven en werk
Money begon in 1961 als musicus en begon de Big Roll Band met gitarist Roger Collis, pianist Al Kirtley, bassist Mike Montgomery en drummer Johnny Hammond. Bij een optreden in de Blue Note Records ontmoette hij Andy Summers, een musicus en componist. In 1963 werkte hij in Londen bij Alexis Korner. Andy besloot mee te gaan en niet lang daarna vormden Zoot en Andy de groep Zoot Money's Big Roll Band, waarna ze later de naam in Dantalion's Chariot veranderden.  Vervolgens werd hij toetsenist bij de Britse groep The Animals. Money speelde later in verschillende bands, waaronder in de band Centipede. Daarnaast speelde hij met musici als Kevin Ayers, Kevin Coyne, Steve Marriott en Mel Collins.
Hij verscheen met de RD Crusaders voor de Teenage Cancer Trust op de 'London International Music Show', op 15 juni 2008. In 2009 trad hij op met Maggie Bell, Bobby Tench, Chris Farlowe en Alan Price, in de 'Maximum Rhythm and Blues Tour' langs tweeëndertig Britse theaters. Money sloot zich aan bij de British Blues All Stars in 2014 en trad op met zijn Big Roll Band in The Bull's Head muziekpodium in Barnes, Londen en elders. 
- Biblioteca Nacional de España: XX1753452
- Bibliothèque nationale de France: cb14043680d (data)
- Gemeinsame Normdatei: 13465580X
- International Standard Name Identifier: 0000 0001 1459 6317
- Library of Congress Control Number: nb99185168
- MusicBrainz: 7f67c63e-c5a4-470a-85ce-677f7c6a94a4
- Nederlandse Thesaurus van Auteursnamen: 072333138
- Virtual International Authority File: 5133529
- WorldCat: E39PBJhhm4HCttQ3hfgMwDjt8C